# 栗原孝一郎
栗原 孝一郎（くりはら こういちろう、1948年3月22日 - ）は、埼玉県出身の元ボートレーサー。

## 来歴
野中和夫と同期。加藤峻二と並んで長い間、戸田の盟主として気迫のレースを見せ、実直な人柄を慕う後輩も多かった。栗原は加藤について、「この世界に天才は2人しか現れていない。加藤さんと今村豊だけだ」と語っている。
1980年には第26回モーターボート記念競走（常滑）で林貢を差すと同時に井上利明も抑え、自身唯一の四大特別競走制覇を飾る。
1996年の江戸川開設42周年記念「江戸川大賞競走」では優勝戦でカド位置の4コースとなり、1周1マークでは先取りした熊谷直樹の内をまくり差すが、バックストレッチでは熊谷に逃げられ、2マークでは最内にいた今村に引き波に嵌められ3着に終わった。
1999年には4月12日の多摩川一般戦「第35回デイリースポーツ賞」で4号艇1コース進入から岩口留男・関忠志・古賀武日児を抑えて最後の優勝を飾り、9月12日の蒲郡一般戦「トトまるナイト特別」が最後の優出となったが、2号艇2コース進入から1周1マークで切り遅れ、2マークでは少し大外気味になり、5着に終わった 。
10月に地元・戸田で開催された第46回全日本選手権競走の開会式で引退を表明し、8日・3日目5Rで3号艇4コース進入から江口晃生、山室展弘、田頭実、吉田隆義、今村らを破って通算1800勝をマーク。10日・5日目8Rで1号艇1コースから高山秀則と西島義則を抑えて逃げ切り、最後の勝利となる通算1801勝目を挙げた。翌11日・最終日8R戸田選抜が最後の出走となり、2号艇2コース進入で小畑実成・安岐真人・熊谷を抑えて3着に入った。
引退後はJLC解説者を務めたが、突然辞めて渡韓。韓国競艇の第1期生を養成し、競技運営、競艇施設及び審判運営までを訓練所教授として担った。韓国競艇の実質的な生みの親となったが、生活費程度は貰われていたものの、まさにボランティア状態での活動であり、韓国語を猛勉強しすぐにマスターした。
帰国後もポケットマネーで韓国の選手を招待するなど交流活動を続けほか、毎朝、大量のパンを焼いて、施設にプレゼントしていた。
毎年10月には韓国競艇の三大競走の一つ「栗原杯」が開催されるが、栗原が渡韓するのは、年にこの一度だけである。
2007年にはボートレース殿堂マイスター入りを果たす。

## 獲得タイトル
※太字は四大特別競走を含むSG級レース
- 1980年 - 第26回モーターボート記念競走（常滑）、関東地区選手権競走（戸田）
- 1982年 - 尼崎開設30周年記念競走
- 1985年 - 桐生開設29周年記念競走
- 1987年 - 戸田開設31周年記念競走